# 蒂娜·马泽

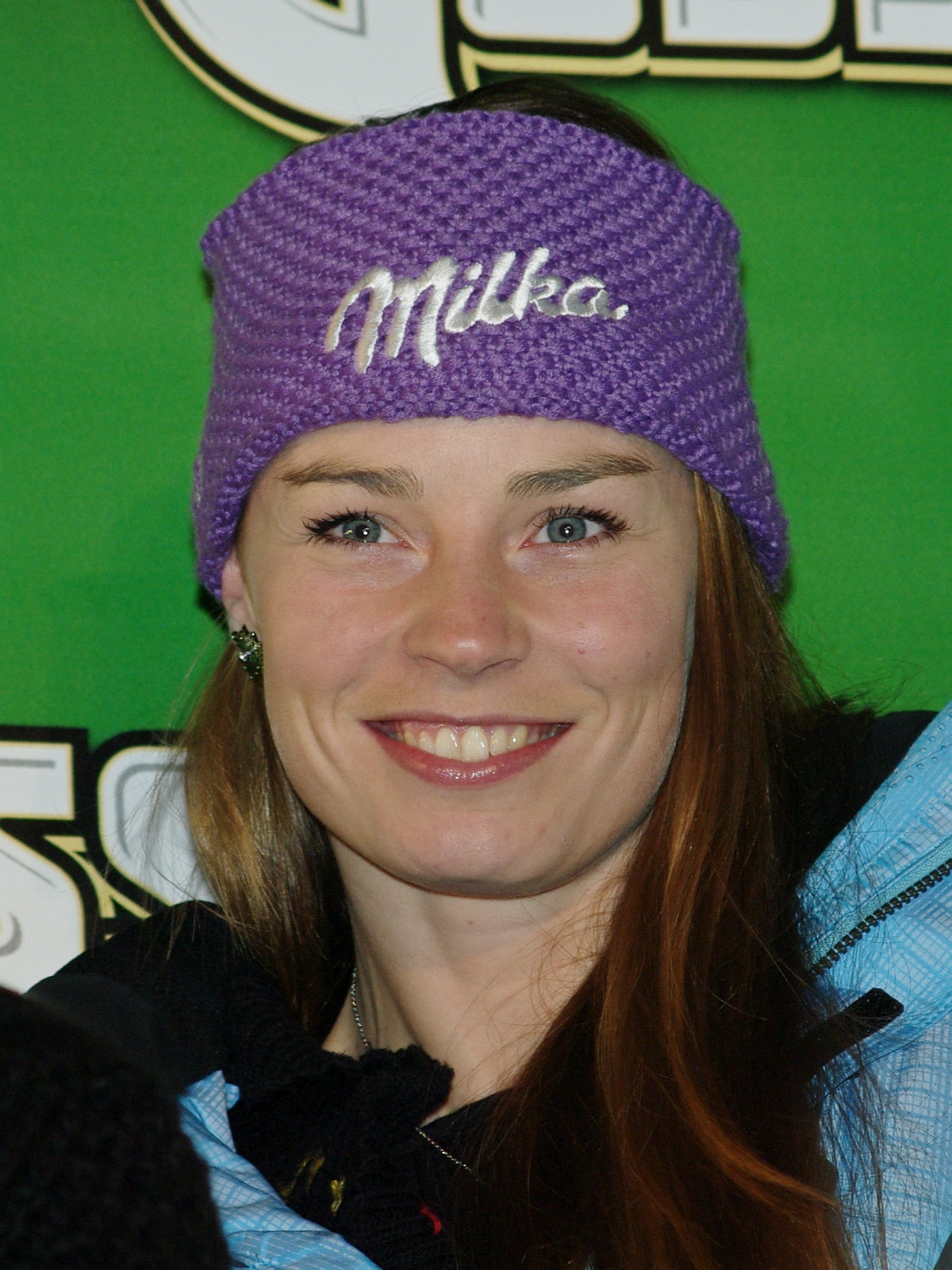
蒂娜·马泽

蒂娜·马泽（1983年5月2日—），斯洛文尼亚女子高山滑雪运动员。她曾代表斯洛文尼亚参加2002年、2006年、2010年和2014年冬季奥林匹克运动会高山滑雪比赛，获得二枚金牌和二枚银牌。